# الكفر الجديد (الدقهلية)
قرية الكفر الجديد هي إحدى القرى التابعة لمركز ميت سلسيل في محافظة الدقهلية في جمهورية مصر العربية. حسب إحصاءات سنة 2006، بلغ إجمالي السكان في الكفر الجديد 16019 نسمة، منهم 8107 رجل و7912 امرأة.